# Secca (torrente)
Il Secca è un torrente della Liguria, affluente in sinistra orografica del Polcevera.

## Percorso
Il torrente nasce dal monte Capanna (838 m), attraversa le frazioni di Pedemonte (dove riceve sulla sinistra l'affluente Pernecco), Castagna e Mainetto del comune di Serra Riccò; dopo Mainetto segna per un breve tratto il confine tra i comuni di Serra Riccò e Sant'Olcese, di cui costeggia la frazione Manesseno. Entrando nel territorio comunale di Genova riceve sulla sinistra l'affluente Sardorella) e dopo meno di un chilometro sfocia nel Polcevera all'altezza di Bolzaneto.

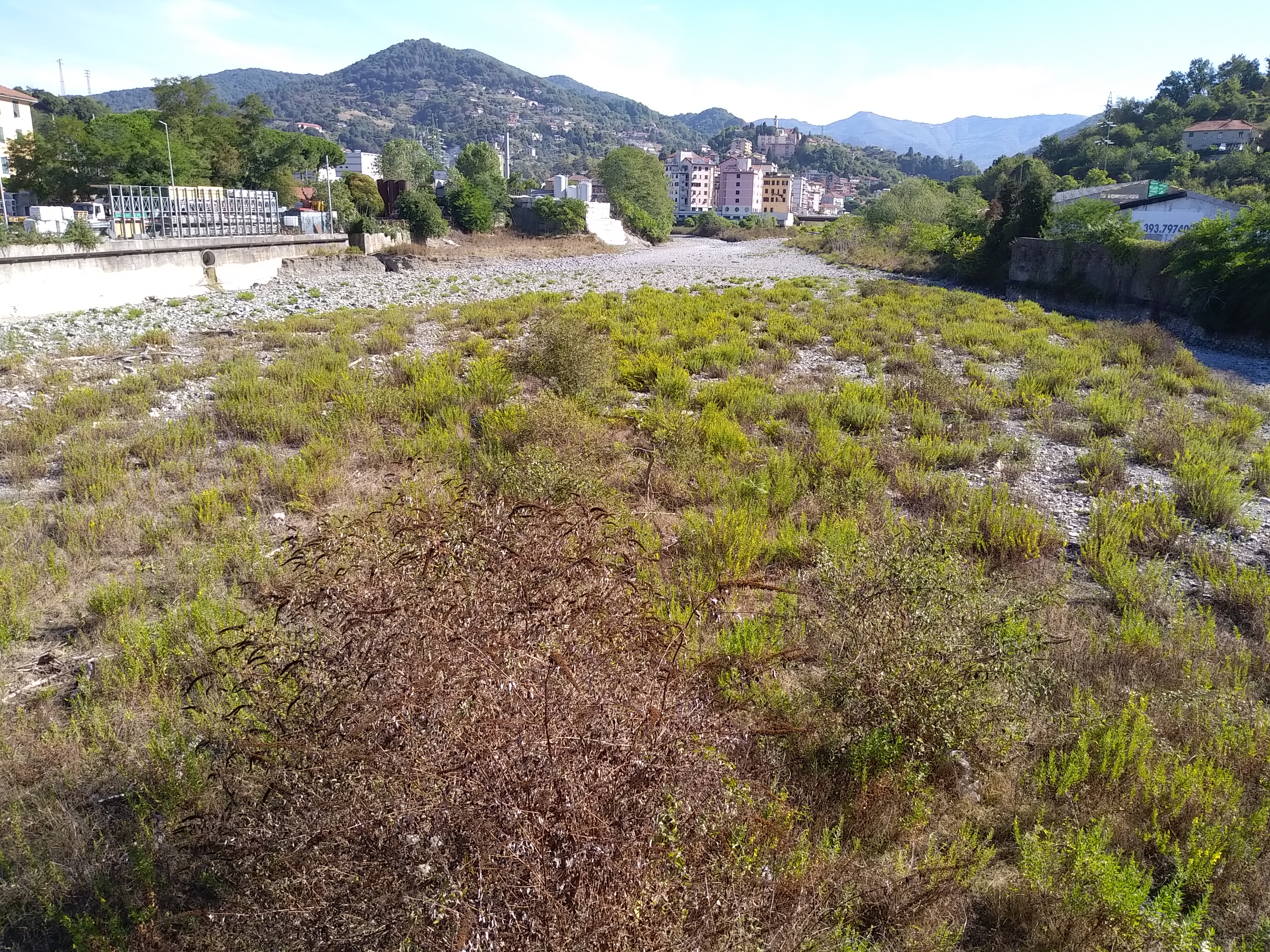
torrente Secca con greto asciutto a fine estate